# Keaton McCargo
Keaton McCargo (* 10. Juli 1995 in Telluride, Colorado) ist eine US-amerikanische Freestyle-Skierin. Sie startet in den Buckelpisten-Disziplinen Moguls und Dual Moguls.

## Werdegang
McCargo nahm von 2010 bis 2014 vorwiegend am Nor-Am Cup teil. Dabei gewann sie zwei Rennen und belegte in der Saison 2012/13 den vierten Platz sowie in der Saison 2013/14 den zweiten Platz in der Moguls-Disziplinenwertung. Im Weltcup debütierte sie am 17. Januar 2013 in Lake Placid und errang dabei den 24. Platz im Moguls. Bei den Juniorenweltmeisterschaften 2013 in Chiesa in Valmalenco gewann sie im Moguls und im Dual Moguls jeweils die Goldmedaille. In der Saison 2013/14 kam sie mit dem zehnten Platz im Moguls in Lake Placid und den sechsten Platz im Dual Moguls in Voss erstmals unter den ersten Zehn im Weltcup. Bei den Juniorenweltmeisterschaften 2014 in Chiesa in Valmalenco holte sie die Bronzemedaille im Dual Moguls und die Goldmedaille im Moguls.
In der Saison 2014/15 erreichte McCargo im Weltcup vier Top-10-Platzierungen und zum Saisonende den elften Platz im Moguls-Weltcup. Beim Saisonhöhepunkt, den Weltmeisterschaften 2015 am Kreischberg, belegte sie den 13. Platz im Dual Moguls und den 12. Rang im Moguls. Im März 2016 wurde sie US-amerikanische Moguls-Meisterin. Zu Beginn der Saison 2016/17 kam sie in Ruka mit dem dritten Platz im Moguls erstmals im Weltcup aufs Podest. Im weiteren Saisonverlauf erreichte sie im Weltcup fünf Top-10-Platzierungen und abschließend den sechsten Platz im Moguls-Weltcup. Bei den Weltmeisterschaften 2017 in der Sierra Nevada wurde sie Zehnte im Moguls und Achte im Dual Moguls.

## Erfolge

### Olympische Spiele
- Pyeongchang 2018: 8. Moguls

### Weltmeisterschaften
- Kreischberg 2015: 12. Moguls, 13. Dual Moguls
- Sierra Nevada 2017: 8. Dual Moguls, 10. Moguls

### Weltcup
McCargo errang im Weltcup bisher zwei Podestplätze.
Weltcupwertungen:
| Saison  | Gesamt | Gesamt | Moguls | Moguls |
| Saison  | Platz  | Punkte | Platz  | Punkte |
| ------- | ------ | ------ | ------ | ------ |
| 2012/13 | 221.   | 1      | 50.    | 7      |
| 2013/14 | 104.   | 12     | 24.    | 131    |
| 2014/15 | 37.    | 25,56  | 11.    | 230    |
| 2015/16 | 84.    | 13,13  | 20.    | 105    |
| 2016/17 | 36.    | 30,64  | 6.     | 337    |

### Nor-Am Cup
- Saison 2013/14: 2. Platz Moguls-Disziplinenwertung
- 8 Podestplätze, davon 2 Siege

### Juniorenweltmeisterschaften
- Chiesa in Valmalenco 2013: 1. Moguls, 1. Dual Moguls
- Chiesa in Valmalenco 2014: 1. Moguls, 3. Dual Moguls

### Weitere Erfolge
- 1 US-amerikanischer Meistertitel (Moguls 2016)